# Aeroportul Wantoat
Aeroportul Wantoat (IATA: WTT) este un aeroport din Morobe Province⁠(d), Papua Noua Guinee.
aeroportul dispune de o singură pistă.